# Yelyzaveta Kalanina
Yelyzaveta Kalanina (ukrainien : Єлизавета Каланіна), née le 1er février 1995, est une judokate ukrainienne.

## Palmarès international en judo
| Championnats d'Europe | Championnats d'Europe | Championnats d'Europe | Championnats d'Europe |
| Année                 | Médaille              | Catégorie             |                       |
| --------------------- | --------------------- | --------------------- | --------------------- |
| 2018                  | bronze                | +78 kg                |                       |
| 2020                  | bronze                | +78 kg                |                       |